# Aloe leucantha
Aloe leucantha é uma espécie de liliopsida do gênero Aloe, pertencente à família Asphodelaceae.